# Género gramatical
El género gramatical (o existencia de clases nominales) es una característica arbitraria de los sistemas lingüísticos naturales y un sistema de clasificación nominal que poseen algunas lenguas en que los elementos nominales son clasificados dentro de un número finito de clases, para las cuales generalmente hay reglas de concordancia gramatical.
El género gramatical puede ser analizado como un rasgo gramatical involucrado en las relaciones de concordancia de género.

## Introducción
El género es una propiedad lingüística en un idioma, y no hay una necesidad lógica en su relación al sexo biológico. Aunque en ciertas lenguas (por ejemplo las indoeuropeas) uno o varios de los géneros se usen mayoritariamente para uno de los sexos biológicos, seguramente en ninguna lengua del mundo para seres sexuados hay relación necesaria entre sexo biológico y el género de la palabra para designar al ser animado. Esto se debe, fundamentalmente, a que no hay correspondencia inmediata necesaria entre los significados de una lengua y la clase de entidades extralingüísticas. La mayoría de las lenguas del mundo carecen de género gramatical: solo un tercio de ellas usan alguna forma de género gramatical.
Aproximadamente un 20% de las lenguas del mundo tiene la distinción de género en el sustantivo, lo cual significa que los sustantivos se encuadran en clases nominales o géneros (que pueden ser clases formales o clases semánticamente motivadas). En las lenguas indoeuropeas existen generalmente 2 o 3 géneros gramaticales estrictos (masculino, femenino y, a veces, también neutro); en las lenguas semíticas, lo común es distinguir entre 2 géneros (masculino y femenino).
En las lenguas indoeuropeas, el número habitual de géneros varía entre dos y tres, normalmente masculino, femenino o neutro, de manera que concierta con una determinada flexión. Otras lenguas, como las bantúes, distinguen un gran número de géneros, aunque mejor es hablar de clases nominales; en concreto, su número supera la decena. En el protobantú, las clases principales en el singular son la 1 (para personas), la 3 (para objetos alargados y también árboles), la 5 (objetos que aparecen en pares o grupos), la 7 (para instrumentos o medios) y la 9 (para ciertos animales). Las clases 2, 4, 6 y 8 son formas de plural de las clases 1, 3, 5 y 7. En el otro extremo, la familia de lenguas chinas o de las lenguas urálicas y el grupo geográfico zonal altaico (familias túrquica, mongólica y tungúsica) no distinguen género.
El género es una categoría que puede aparecer en el pronombre, el nombre y el verbo. En las lenguas con género gramatical, lo más frecuente es que los pronombres personales de tercera persona y los nombres sean los que presenten diferencias de género. La ocurrencia de diferencia de género en el verbo, como en las lenguas semíticas, es menos frecuente. Cuando el género aparece en los pronombres, lo hace típicamente en formas de tercera persona y más raramente también en la primera y segunda persona (los casos de lenguas con distinción en la primera y segunda persona pero no en la tercera son marginales, y ocurren en menos del 0,5% de las lenguas bien documentadas).

## El género en español
En español es una distinción formal que posee capacidades contrastivas diversas; cuentan con género el sustantivo, el adjetivo, el artículo y algunos pronombres. Sirve para establecer concordancia entre un adjetivo y el sustantivo al que califica y entre un artículo y el sustantivo al que actualiza. La concordancia es algo menos estricta cuando se trata de sujeto y atributo (Estas cosas son lo peor, Esta persona eres tú, etc).

### Clasificación morfológica
El género masculino es la forma no marcada o inclusiva: la frase "los alumnos de esta clase" hace referencia a alumnos de sexo masculino y femenino; el género gramatical femenino es la forma marcada y por tanto resulta exclusiva o excluyente: la frase "las alumnas de esta clase" no hace referencia también a los de sexo masculino, sino solamente a las de sexo femenino. Cuando se refiere a seres animados, generalmente indica sexo masculino o femenino, entre otras nociones. Se expresa habitualmente por medio de morfemas constitutivos:
- -o o nada para el masculino: camarero, león, abad.
- -a, -esa, -isa, ina, -iz para el femenino: leona, abadesa, poetisa, gallina, actriz.

Existe además el género gramatical neutro, aunque hay quienes argumentan que no es un género como tal, sino más bien el exponente de una clase gramatical de palabras que designan ciertas nociones abstractas, entre los artículos (lo, que sirve para sustantivar adjetivos y señalar conceptos abstractos: lo profundo, lo externo), los pronombres personales en tercera persona del singular (ello, lo), los demostrativos (esto, eso, aquello), algunos pronombres indefinidos (algo, nada) y los adverbios cuantificadores (cuanto, cuánto, tanto). El género en que los adjetivos concuerdan con ellos no difiere morfológicamente del masculino singular, aunque hay autores que lo conocen también como género neutro.

### Clasificación semántica
Además de los anteriores géneros existen palabras que se clasifican con los géneros común, epiceno y ambiguo. Así desde el punto de vista semántico el género asignado a una forma léxica puede ser:
- Común, el de los nombres que designan entes animados que tienen una sola terminación y diferente artículo. Ej.: el violinista, la violinista; el mártir, la mártir; el testigo, la testigo; el espía, la espía; el dentista, la dentista; etc. Pertenecen a este grupo los participios activos derivados de tiempos verbales como estudiante, atacante o saliente, aunque existen excepciones históricas, en profesiones donde las funciones laborales de los sexos biológicos solían variar, como sirviente/sirvienta.[8]
- Epiceno, el de los nombres de animales que tienen un solo género gramatical para ambos sexos biológicos. Ej.: el ratón, la rata, la rana, la comadreja, la liebre, la hormiga, el búho, el escarabajo, el buitre, el delfín, el cóndor, la llama. Para especificar el sexo, se dice "el ratón macho", "el ratón hembra", "la comadreja macho", "la comadreja hembra".
- Ambiguo, el de algunos sustantivos que admiten indistintamente el artículo masculino o femenino. Ej.: el mar y la mar, el puente y la puente, el calor y la calor, reuma, tilde, etc.[9]

Además, a veces el género, especialmente cuando se refiere a objetos inanimados, sirve como marcador de otras diferencias semánticas. Entre las otras capacidades contrastivas del género gramatical español figuran las siguientes:
- Masculino grande (sillón, carro) - Femenino pequeño (silla, carreta)
- Masculino pequeño (anillo, cubo) - Femenino grande (anilla, cuba)
- Masculino humano (cosechador, impresor) - Femenino cosa (cosechadora, impresora)
- Masculino elogioso (gallo, zorro) - Femenino despectivo (gallina, zorra)
- Masculino individual (leño) - Femenino colectivo (leña)

## El género en lenguas indoeuropeas
El sánscrito, el latín y el griego clásico distinguían entre tres géneros gramaticales: masculino, femenino y neutro. Sin embargo, muchas lenguas indoeuropeas más modernas han perdido alguno de estos tres géneros: en la mayoría de las lenguas romances, en las lenguas celtas modernas y en las lenguas bálticas, el género neutro se ha asimilado al masculino o al femenino. En inglés, la distinción de género solo existe en los pronombres de tercera persona de singular: he, él; she, ella; (marginalmente, cuando el referente es un vehículo, una embarcación o un país puede usarse she para referirse a ellos, pero por lo demás he, she solo se usan para personas); it, ello, aunque en inglés antiguo el género también existía en los demostrativos y los artículos. En neerlandés, la distinción entre el femenino y el masculino ha desaparecido en el lenguaje estándar; hay sustantivos de género común (palabras con de, "de-woorden") y de género neutro (palabras con het, "het-woorden"). Masculino y femenino solo perviven en algunos dialectos y en el lenguaje culto; además, se distingue entre femenino y masculino en los pronombres de 3.ª persona slngular para individuos sexuados, como en inglés. En muchas lenguas iranias modernas existen solo dos géneros: en persa moderno solo existe distinción entre género humano y no-humano y en pashtu, entre masculino y femenino. Muchas lenguas índicas han perdido alguno de los tres géneros presentes en sánscrito: el hindi-urdu solo diferencia entre masculino y femenino, ya que ha desaparecido el neutro, mientras que en bengalí la pérdida ha ido más allá y la distinción de género ya no existe, o, más exactamente, no es morfológicamente productiva, aunque existen residuos en el léxico. Lo mismo ocurre con algunas otras lenguas modernas, como el armenio, que han perdido completamente la distinción de género tanto en el nombre como en el pronombre.
El número de géneros en el indoeuropeo más antiguo reconstruible es dudoso, ya que parece que las lenguas anatolias más antiguas solo reflejan una distinción entre género animado y género inanimado en el adjetivo. Rodríguez Adrados ha propuesto que esta es la distinción más antigua y secundariamente apareció en el resto de las ramas también el género femenino.
En las lenguas en que existe el género neutro suele darse el contraste entre animado/no animado. Por ejemplo, en ruso la flexión varía en acusativo y genitivo de los sustantivos masculinos no animados, mientras que es igual en los animados. Así, автобус (avtobus, autobús), sustantivo masculino, hace el acusativo singular como автобус (avtobus), pero el genitivo como автобуса (avtobusa). Pero el sustantivo animado Борис (Boris) hace tanto el acusativo como el genitivo como Бориса (Borisa).
Las lenguas indoeuropeas tienen tradicionalmente tres géneros, masculino, femenino y neutro, como el latín, el asturiano, el alemán o el ruso. Otros, como el castellano o el francés han perdido el neutro, pero lo conservan en el artículo para sustantivar adjetivos y en algunos pronombres (aunque hay autores que aseguran que no hay género neutro en la actualidad). Asimismo, el ruso hace distinción tanto en el masculino singular como en el masculino plural entre animado y no animado, y el polaco además hace esta misma distinción en masculino plural. Por su parte, en inglés el género no rige ninguna flexión en adjetivos o determinantes, pero sí en los pronombres, de manera que se pueden deducir los géneros de esa manera.

## El género gramatical en lenguas americanas
El género gramatical es un poco menos frecuente entre las lenguas indígenas de América que en otras regiones del planeta. Sin embargo, no faltan lenguas americanas con diversos tipos de género gramatical, de diversos tipos (masculino/femenino, animado/inanimado, etc.).

### Lenguas chinuk
Por ejemplo en las lenguas chinuk habladas a lo largo del río Columbia en los estados de Washington y Oregón existen diferencias de género en el nombre, el verbo, los pronombres y los demostrativos. En los nombres y verbos el género gramatical se marca mediante prefijos. Se distinguen tres géneros "masculino", "femenino" o "indiferente" (este último se usa cuando no se especifica explícitamente el género o se desconoce, ver ejemplos). Muchos nombres toman género masculino o femenino sobre una base claramente semántica, como en los siguientes ejemplos del kathlamet:
| Masculinos | Femeninos |
| --- | --- |
| iqʔiúqt 'hombre mayor' iqsxíɬau 'monstruo (masculino)' ixkáqunq 'anciano' ikásqax 'muchacho' íkala 'hombre' iíalx̣t 'su hermano mayor' ikʔútkʔut 'perro' | aqʔiúqt 'mujer mayor' aqsxíɬau 'monstruo (de sexo femenino)' axkáqunq 'anciana' akásqax 'muchacha' akala 'mujer' ákalx̣t 'su hermana mayor' akʔútkʔut 'perra' |
Igualmente existe la opción de no especificar el género explícitamente, pero entonces debe colarse un prefijo ɬ- (género común o no especificado).
| Género común                                                                                       |
| -------------------------------------------------------------------------------------------------- |
| ɬ-qʔiúqt 'una persona mayor' ɬ-qsxíɬau 'un monstruo' ɬ-kuaɬilx̣ 'una persona' ɬ-kʔútkʔut 'un perro' |
En todos estos ejemplos existe una base semántica basada en la diferenciación sexual clara; sin embargo, al igual que sucede en español, existen nombres de animales epicenos (donde la misma forma designa tanto al macho como a la hembra, como en rana, liebre, sapo, ballena', etc.):
| Masculinos | ipúkua 'lince', icixq 'cabra montesa', ikípix̣l 'león marino', ikuaɬi 'ballena', ipʔísxas 'mofeta', iɬatát 'mapache'. |
| Femeninos  | aqaɬxíla 'cangrejo', acʔmínqan 'caracol', aqískuax 'foca', apʔísxas 'tejón', aíi 'almeja [del fango]'.               |
Boas observó algunas tendencias, como que los animales grandes tendían a ser masculinos y los más pequeños femeninos (aunque encontró contraejemplos). Los inanimados frecuentemente reciben género no especificado:
| Género común | ɬ-cúqua 'agua', ɬ-xuímax 'isla', ɬ-pait 'cuerda', ɬ-tka 'nieve', ɬ-qáuulqt 'sangre', ɬ-kuaɬi 'pobreza', ɬ-kcáma 'peine', ɬ-kíɬuɬ 'salmón seco machacado', ɬ-qapt 'huevas de salmón' |
También, al igual que en español, muchos nombres para objetos inanimados reciben género arbitrariamente:
| Masculinos | iɬaɬqi 'palo para excavar', icúɬq 'harpón', ikánim 'canoa', isíqi 'puerta', iauík 'pasado mañana', iíx̣atk 'camino', iɬáuick 'la marea'. |
| Femeninos  | aqʔiuíqi 'cuchillo', ákmuks 'mora [de la zarzamora]', aknuaks 'corazón', ápul 'noche', átuɬ 'fuego'.                                    |
Boas nota la tendencia a que las propiedades abstractas (pequeñez, enfermedad, frío) sean masculinas, mientras que las plantas y los instrumentos usados con plantas sean femeninos. Además el género léxico en kathlament requiere concordancia dentro de la oración:
qust i-kipix̣ɬ i-ax̣i-ax ik-i-x-lucx-am
Mirar MASC-león.marino MASC-eso-ENFAT MASC.ERG-MASC.ABS-RFL-ver-PURP
'Mira, un león marino ha venido para ver [el baile ritual]'

### Lenguas algonquinas
Otro sistema de género gramatical ampliamente estudiado es que de las lenguas algonquinas, que se extendían desde Alberta y Montana en Norteamérica occidental hasta la costa este de Norteamérica (desde Labrador a Carolina del Norte). En estas lenguas el sistema de género distingue entre "animado" e "inanimado". Existe una correlación semántica importante entre género gramatical y tipo de entidad; así los nombres que designan a seres humanos, animales o plantas son animados, aunque el género de las entidades inanimadas no es totalmente predictible, ya que algunas entidades inanimadas reciben género animado. Los nombres de entidades que se mueven (como humanos o animales, pero también espíritus y cuerpos pesados) son gramaticalmente "animados"; también el nombre de los árboles y la mayor parte de los instrumentos metálicos son "animados". Los nombres de frutos pulposos, tubérculos y raíces también son en general animados, aunque los nombres de las bayas, frutos secos y vegetales que crecen a nivel de suelo son inanimados (aunque estas tendencias están claras, existen excepciones: el nombre para 'fresa' es inanimado, mientras que el nombre para 'frambuesa' es animado en diversas lenguas). En siksiká (blackfoot o idioma de los pies negros) miitis- es animado cuando se usa para 'árbol', pero es inanimado cuando se usa para 'palo'. El género se refleja no solo en marcas de género en el nombre sino también en otros afijos verbales y en demostrativos.
En siksiká, el sufijo singular de inanimados es -wa tras vocal o -a tras consonante, mientras que el sufijo de plural de los inanimados es -iksi. El singular de los inanimados es -yi (tras vocal, -i tras consonante) y el plural es -istsi. Algunos ejemplos:
|            | Singular                                                                                                | Plural |
| ---------- | --- | --- |
| Animados   | nínaawa 'hombre' ponokáwa 'alce' natáyowa 'lince' póósa 'gato' káksaakina 'hacha' ísska 'cubeta'        | nínaiksi 'hombres' ponokáiksi 'alces' natáyoiksi 'linces' póósiksi 'gatos' káksaakiniksi 'hachas' ísskiksi 'cubetas'           |
| Inanimados | ómahksíkmiyi 'lago' íʔksisakoyi 'carne' aohkííyi 'agua' owáayi 'huevo' níípi 'hoja' moʔtokááni 'cabeza' | ómahksíkmiistsi 'lagos' íʔksisakoistsi 'carnes' aohkíístsi 'aguas' owástsi 'huevos' níípistsi 'hojas' moʔtokáánistsi 'cabezas' |

## El género en otras lenguas
Otras lenguas tienen diferentes criterios de clasificación (género) para sus sustantivos. Así, la lengua australiana dyirbal posee cuatro clases:
- I - objetos animados, hombres
- II - mujeres, agua, fuego, violencia
- III - frutas y verduras comestibles
- IV - todo lo demás

En navajo la clasificación, que afecta al verbo, se realiza por la consistencia, forma o el criterio [±animado] de los sustantivos. Por su parte las lenguas bantúes tienen sistemas que distinguen hasta 22 géneros diferentes o clases nominales. El fula distingue hasta 26 clases nominales.
En euskera hay dos clases, animados (humanos y resto de los animales) e inanimados; sin embargo, se diferencian únicamente en la declinación para los casos locativos o de lugar (inesivo, genitivo locativo, adlativo, adlativo terminal, ablativo y ablativo de dirección). Existen unas pocas palabras con versión femenina y masculina, generalmente parentescos ("primo/prima": lehengusu, lehengusina) o de raíz muy antigua y provenientes de idiomas con género como el latín ("rey": errege, del latín regem; "reina": erregina, del latín reginam). En nombres de parentescos, cuando es preciso englobar los dos sexos, se unen los dos nombres ("hijo": seme; "hija": alaba; "hijo" (ambos sexos): seme-alaba) o existe un nombre que los incluye: padre: aita; madre: ama; padre (ambos sexos): guraso.

## Géneroysexo

Género de los países en francés: los países con nombres masculinos están coloreados en verde y los países con nombres femeninos en morado. La convención por la que se asigna un género a cada país es de orden arbitrario.

No deben confundirse los términos género y sexo. La clasificación de la clase nominal en masculino, femenino y neutro es engañosa, ya que se trata de una clase a la que pertenece un sustantivo, y para la cual rige o realiza en sí mismo una flexión en algún otro elemento gramatical (en castellano, en determinantes, pronombres y adjetivos; en inglés, solo en pronombres, etc.).
A veces, se usa la nomenclatura género natural (equivalente al sexo) para contrastar con género gramatical. En la frase Pedro es una visita muy molesta, la palabra visita tiene género gramatical femenino y género natural masculino. El género gramatical no está basado en el sexo biológico (extragramatical), que sería masculino, sino en la clase a la que tal sustantivo pertenece, que es el género femenino.
El género natural de los objetos inanimados es neutro, pero en castellano su género gramatical debe necesariamente ser masculino o femenino.
Es erróneo y debe evitarse el uso de la palabra género (tanto en su significado gramatical, como en su significado sociológico) como sinónimo de sexo, que define una característica biológica de ciertas especies vivas. En 2005, el Diccionario panhispánico de dudas aceptó el uso del término 'género' en estudios sociológicos y feministas para definir una categoría analítica que aborda las desigualdades socioculturales basada en la diferencia biológica entre hombres y mujeres: estudios de género, violencia de género. En 2014, el Diccionario de la lengua española incluyó como tercer significado del término 'género' el "grupo al que pertenecen los seres humanos de cada sexo, entendido este desde un punto de vista sociocultural en lugar de exclusivamente biológico".